# Vinařský sloup na Proseku

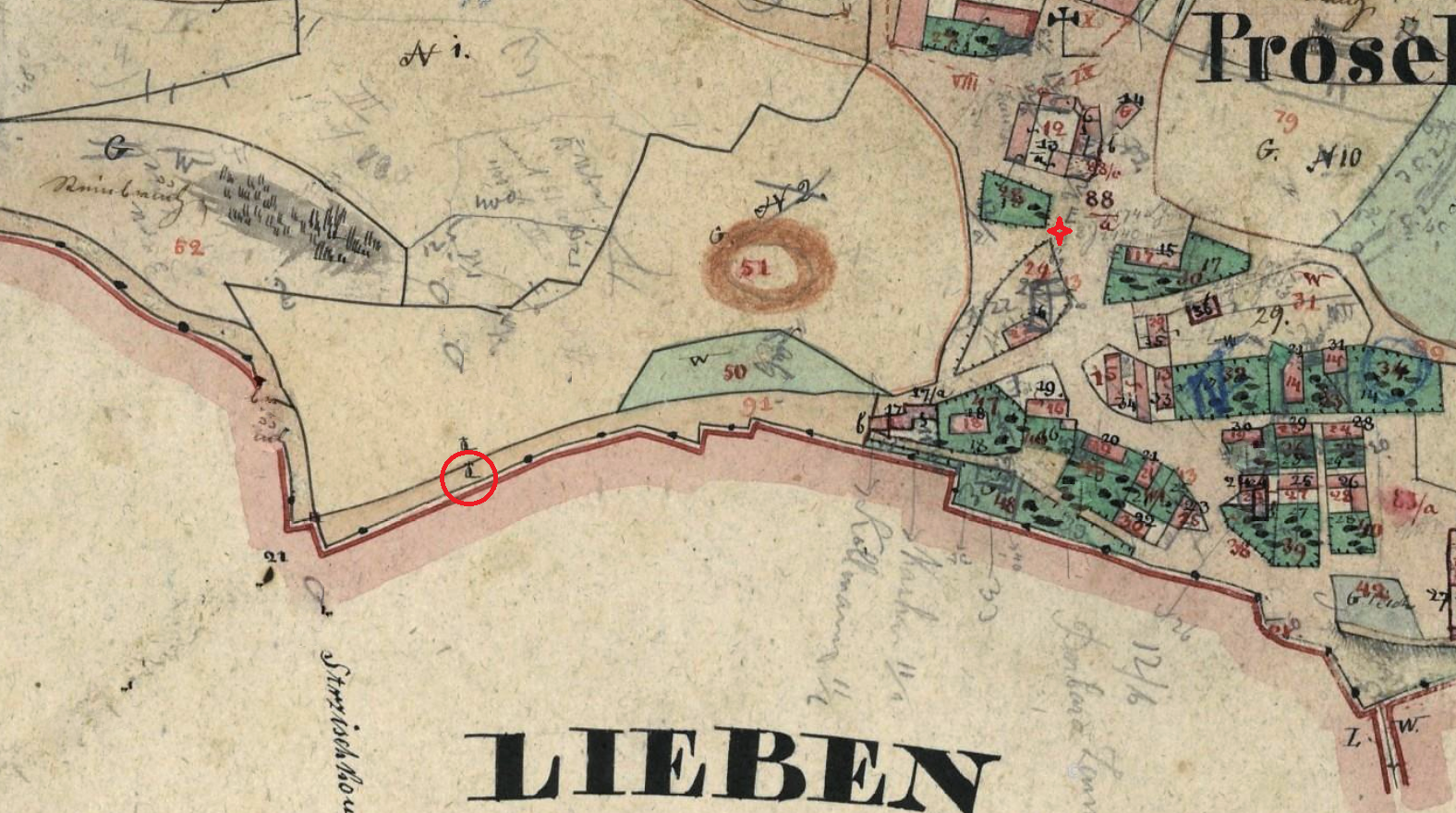
původní a nové umístění vinařského sloupu na Proseku

Vinařský sloup, nacházející se dnes v dolní části ulice Na Proseku, stával původně v Prosecké ulici naproti domu čp. 55 na hranici Proseka a Libně v bezprostřední blízkosti vinice, která je dnes známá pod jménem Máchalka. Tato vinice zde údajně byla již ve 12. století, dokladem toho má být zmínka v tzv. kladrubských falzech. Hned naproti němu stávala na původním místě barokní socha Piety. Traduje se, že tuto Pietu nechal na nynější místo přemístit místní hospodář roku 1905 poté, co se mu po letech vrátil ztracený synek, kterého odvedli kočovní cikáni, ale po několika letech jej vrátili.
Při úpravě komunikace byl sloup (i socha Piety) přemístěn přibližně o 350 m na dnešní místo na tzv. Proseckou náves a roku 1905 se jejím navýšením dostala spodní část podstavce pod úroveň terénu a byla zasypána.

## Vzhled sloupu
Původní podoba proseckého vinařského sloupu se skládala z podstavce ve tvaru edikuly, vysokého 189 cm, který byl usazen na 50 cm vysokém stupni, jenž o celých 70 cm předstupoval před edikulu. Přední strana tohoto stupínku, který mohl sloužit i jako klekátko, měla mělké vybrání. Edikula měla jednoduchý vzhled se zesílenými pilastrovými nárožími a velmi mělkou nikou, jejíž ostění sestávalo ze dvou menších a mělčích pilastrů, na něž v horní polovině edikuly navazoval plochý stlačený oblouk. Stropní část edikuly měla tvar ploché desky tvarované fabionem. Z archivních podkladů je však známa i další podoba tohoto sloupu. V tomto případě měl být oblouk v nice plný a nestlačený s nižšími vnitřními pilastry. Sloup s kapličkou měl být podle této varianty umístěn na úzké vyvýšené podstavě. Je otázkou, jestli byla tato varianta reálnou přestavbou nebo pouze omylem při překreslení.
Samotný sloup toskánského řádu byl zděný, na což se přišlo až při jeho destrukci. Na jeho hlavici je umístěna kaplička s valbovou střechou a kovaným křížkem na hřebeni. Mezi kapličkou a tělem sloupu je reliéfní pás se čtyřmi vinnými hrozny.
Vinařský sloup na Proseku byl datován do první poloviny 17. století a pravděpodobně byl dílem nějakého místního řemeslníka.

## Památková ochrana
Prosecký vinařský sloup je památkově chráněn jako významná místní památka velmi kvalitního zpracovaní a doklad vinařství v této lokalitě od 3. 5. 1958.
Zajímavostí je, že podle Památkového katalogu neztratil sloup zápis mezi chráněné památky ani po jeho zničení a památkově chráněna by tedy měla být i jeho replika.

## Poškození a replika

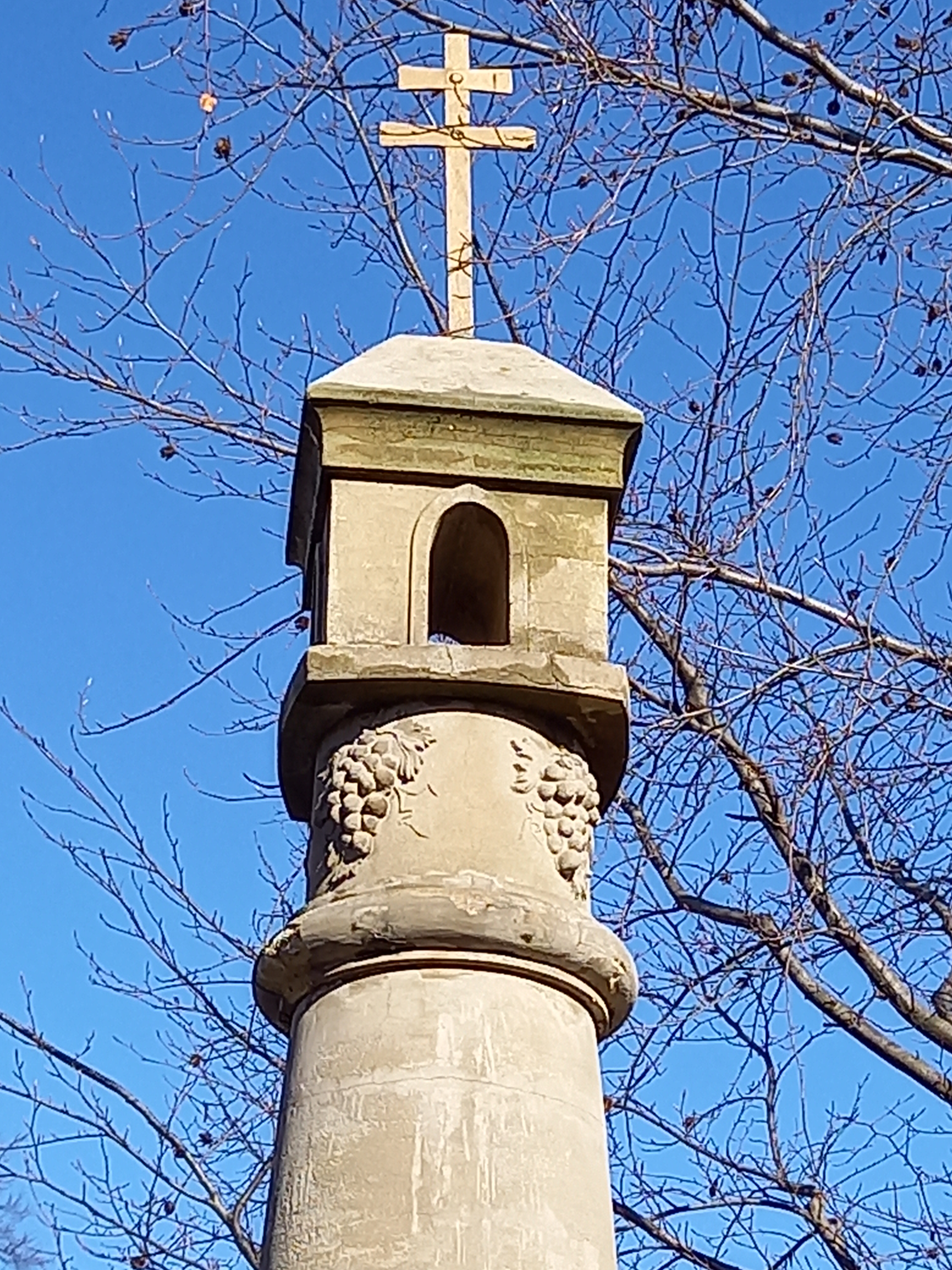
Čelní pohled na hlavici vinařského sloupu na Proseku s kapličkou

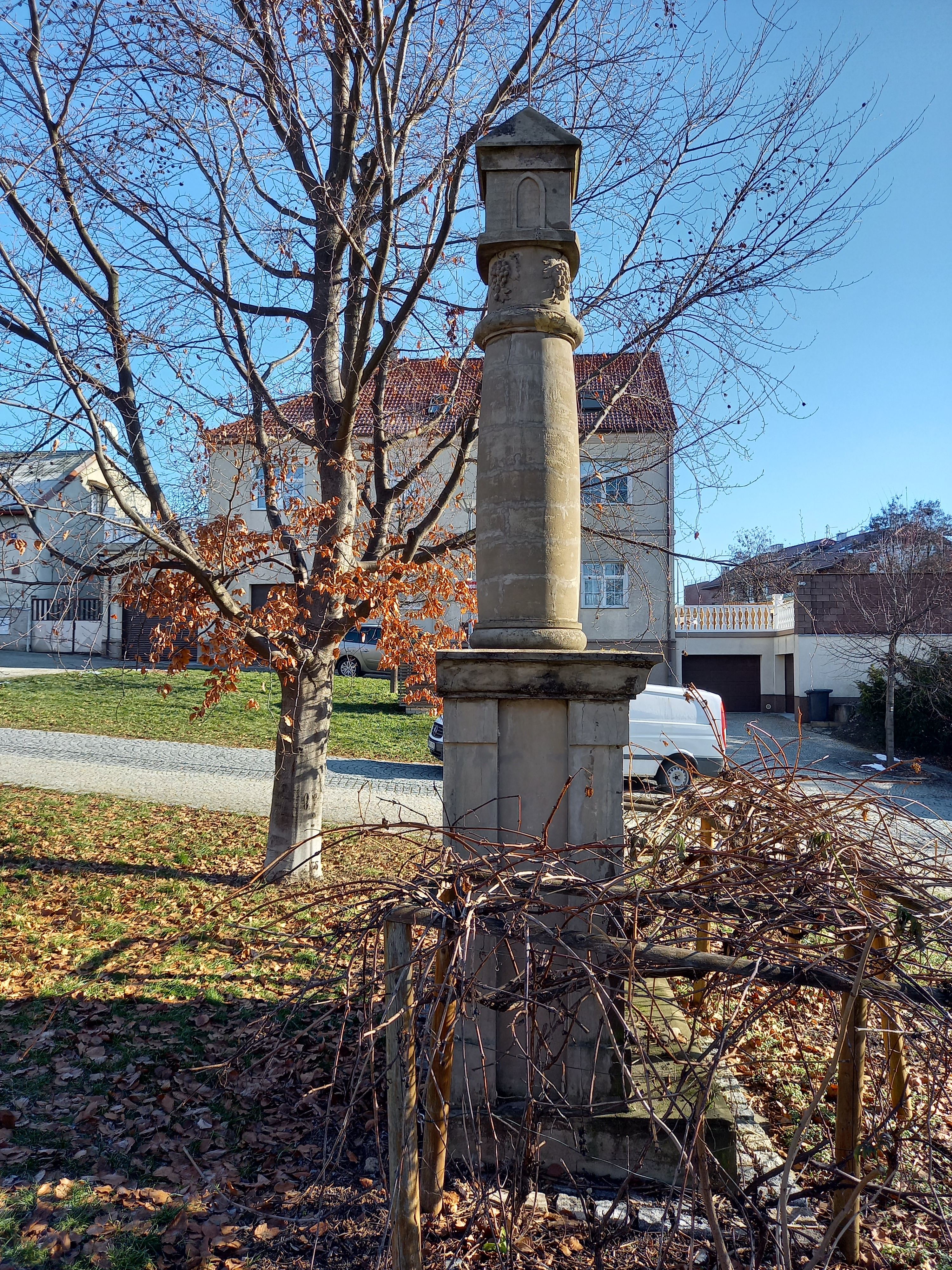
Boční pohled na vinařský sloup na Proseku

Sloup byl poškozen roku 1965 v době, kdy se zde prováděla pokládka kabeláže. Pamětníci říkají, že se tak stalo po nehodě maďarského nákladního auta s vlekem, který se zde musel kvůli rozkopané ulici otáčet a při tom omylem narazil do sloupu. Odlomit se měla horní část, která se úderem o zem roztříštila. Zbývající část sloupu tento náraz vydržela, ale podle očitých svědků se prý dělníkům nechtělo přehazovat kabel, a tak zbytek sloupu porazili. Rozvaliny sloupu zde ještě nějakou dobu zůstaly, ale než se začalo uvažovat o rekonstrukci, byl celý sloup odstraněn jakožto překážející stavební suť.
Jeho návrat nastal až roku 1994, kdy zde byla vystavěna jeho replika, která zde stojí dodnes. Kromě toho bylo kolem něj vysazeno několik hlav vinné révy, aby se zvýraznilo spojení sloupu s vinařstvím.

## Původ vinařských sloupů
Vinařské neboli viniční sloupy byly stavěny na okraji vinice. Terminologie umožňuje používat oba termíny. 
Kromě symbolického označení vinice sloužily tyto sloupy jako připomínka viničního práva. Právě před nimi se měla provádět exekuce při porušení viničního práva.
Zmíněné tresty zavedené již Karlem IV. se odlišovaly podle toho, jestli dotyčný kradl hrozny přes den nebo v noci. „Kdo škodil a kradl na vinicích ve dne, ztratil bez milosti ruku a majetek. Kdo škodil v noci, přišel o život i majetek.“ V případě proseckého sloupu ale nebyla nalezena žádná zmínka o vykonání takového rozsudku. Postupem času tyto sloupy, včetně proseckého, přestaly plnit svoji původní funkci a lidé je začali používat jako boží muka nebo kapličky. Velká prosecká vinice „Na nebeských horách“ zanikla pravděpodobně kolem roku 1740. Na proseckém sloupu tak bylo možné nalézt v nice kapličky mariánskou soška či hlavu Krista s trnovou korunou a v některých pramenech je tak uváděna jako boží muka. Takto je označen prosecký sloup například v Soupisu památek historických a uměleckých v politickém okresu Karlínském (1901), v jeho německé verzi z roku 1903 pak jakožto Martersäule. V Posvátných místech království českého je uveden jako zajímavá „Boží muka“.
Obdobných památek není v Čechách ani v Evropě mnoho, většina z cizojazyčné literatury je označuje termínem boží muka. Nejblíže Proseku se nachází památkově chráněný viniční sloup v pražské Troji, jehož sakrální charakter byl však potlačen odstraněním vrcholového kříže. 
Označení vinařský či viniční sloup se používá v případech, kdy je objekt přímo spjat s vinohradnictvím, vinařstvím, viničním právem a ikonograficky jsou na něm vyobrazeny vinné hrozny nebo úponky vinné révy. 